# لعبة الأيام (فلم)
لعبة الأيام  فيلم دراما للمخرج شريف حمودة عام 1993 عن قصة إبراهيم عزقلاني  الذي ساعد في السيناريو والحوار مع الممثلة والمؤلفة نادية رفيق. الفيلم من بطولة عايدة رياض، نجوى فؤاد، وحسين الشربيني  وتدور الأحداث حول ثريا المهاجرة إلى أمريكا وعودتها مع ابنتها نرمين للاستقرار بمصر ولكن حادث قاتل يتسبب في تغيير كل ما خططت له ثريا.
صدر الفيلم إلى دور العرض المصرية في يناير 1993.
منح موقع قاعدة بيانات الأفلام العربية "السينما.كوم" الفيلم درجة 4.3/ 10.

## طاقم التمثيل
عايدة رياض: في دور منال (الفتاة الكفيفة)
نجوى فؤاد: في دور ثريا (الأرملة المهاجرة لأمريكا)
حسين الشربيني: في دور والد سهى (الفتاة مريضة داء القلب)
حسين إبراهيم: في دور المهندس مدحت (ابن شقيقة ثريا)
مصطفى كريم: في دور الدكتور رؤوف (ابن شقيقة ثريا)
لمياء الجداوي: في دور سهى (الفتاة مريضة داء القلب)
مقبولة علم الدين: في دور وديدة (شقيقة ثريا)
سامح يسري: في دور رامي (الشاب الفقير حبيب منال)
روجينا: في دور نرمين (ابنة ثريا)
مصطفى أبو المحاسن: في دور الطبيب 

## موسيقى وأغاني الفيلم
هاني شنودة: الموسيقى التصويرية 
سامح يسري: ألحان الأغاني والتأليف والغناء 

## أحداث الفيلم
تهاجر ثريا (نجوى فؤاد) إلى أمريكا بعد موت زوجها بصحبة إبنتها الشابة نرمين (روجينا) وتحمل ثروة كبيرة. تفكر بالعودة لمصر، لاستكمال دراسة نرمين وتزويجها من أحد أبناء خالتها وديده (مقبولة علم الدين)، الدكتور رؤوف (مصطفى كريم) أو المهندس مدحت (حسين إبراهيم). تستمر ثريا في إقامتها في أمريكا لتصفية التركة، بينما تسافر نرمين، لتقيم بمنزل خالتها وديده وإبنيها، الذين يحتفون بها، حيث يرى رؤوف في ابنة خالته الثروة التي تحقق آماله وتنتشله من عناء الكفاح ليفتتح عيادة، أما مدحت فيرى اقترانه بابنة خالته يستلزم وجود عاطفة بيهم. تصاب نرمين في حادث وتموت وتكتشف المستشفى أن نرمين متبرعة بقلبها وعينيها حال موتها، فيتم نقل قلبها للفتاة المريضة سهى (لمياء الجداوي) ويتم نقل العينين للفتاة الكفيفة منال (عايدة رياض). تعتقد ثريا أن نرمين مازالت على قيد الحياة، طالما قلبها ينبض بصدر فتاة أخرى، وعينيها مازالت ترى، وتعتقد أن ابنتها ستراها من خلال منال، وتشعر بها من خلال سهى. تستغل ثريا فقر الفتاتين، وتقرر تنفيذ ما كانت تحلم به لإبنتها نرمين، وهو أن تهب لهن الثروة بشرط زواجهن من أبناء شقيقتها مدحت ورؤوف. يوافق رؤوف لأن هذا يتوافق مع نظرته المادية، بينما يعترض مدحت، كما تعترض سهى ووالدها (حسين الشربيني) حيث أن سهى لا ترضى أن تصبح حياتها بغير إختيارها، أما منال فهي على علاقة حب بالشاب الفقير رامي (سامح يسري) الذي يساندها طوال فترة محنتها. بخشى الجميع من تأثير الرفض على ثريا، خصوصا وهي تسعى لما تظنه خيرا، وأخذ الجميع في مباحثات فيما بينهم عن كيفية دفع ثريا لتعديل شروطها، وتسفر المحاولات عن تقارب عاطفي بين مدحت وسهى، ويحاول رامى ألا يكون عقبة في سبيل سعادة حبيبته منال بتحقيقها للثروة، فيدعي أنه قد تزوج إحدى قريباته، بينما ينتبه رؤوف لنفسه ويكتشف أن الحب أهم من المال. تقوم وديده بإقناع ثريا، بأن إبنتها ماتت، وما تبقى منها لا يخصها، فتعدل ثريا عن رأيها وتقرر إقامة مشروع كبير للمحتاجين بإسم نرمين، ويتزوج مدحت من سهى، ويعود رامى ليتزوج من منال، وتسافر ثريا لأمريكا لتصفية تركتها.

## وصلات خارجية
- مقالات تستعمل روابط فنية بلا صلة مع ويكي بيانات
- لعبة الأيام على موقع دهليز
- لعبة الأيام على موقع كاروهات